# Felician Doru Laurențiu Veber
Felician Doru Laurențiu Veber  ( n. 6 noiembrie 1945) este un fost deputat român în legislatura 1992-1996, ales în județul Vrancea pe listele partidului PDSR.